# Drets del col·lectiu LGBT al Sudan del Sud

Aquest és un article sobre els drets LGBT al Sudan del Sud. Les persones lesbianes, gais, bisexuals i transsexuals al Sudan del Sud han d'afrontar reptes legals que no experimenten els residents no LGBT. L'activitat homosexual masculina és il·legal i comporta una pena de fins a deu anys de presó. És il·legal des de 1899 (com a Sudan Angloegipci)

## Llei
El Sudan del Sud va ser anteriorment part del Sudan, i subjecte a la interpretació de la xaria, sota la qual l'activitat homosexual era il·legal, amb penes que van des flagel·lació a la pena de mort. El 2008 el govern autònom del Sudan del Sud va adoptar un propi codi penal, que prohibeix les "relacions carnals contra l'ordre de la natura" i prescriu una pena de deu anys de presó.

## Matrimoni entre homosexuals
Actualment el matrimoni entre persones del mateix sexe és il·legal i no és defensat per cap partit polític.

## Actituds socials
Al juliol de 2010 Salva Kiir Mayardit, actual president del Sudan del Sud, va dir a Radio Netherlands Worldwide que l'homosexualitat no està en el "caràcter" de la gent del Sudan del Sud. "Ni tan sols és una cosa que qualsevol pot parlar aquí al Sudan del Sud, en particular. No hi és i si algú ho vol importar o exportar a Sudan, no obtindrà el suport i sempre serà condemnat per tothom", va dir.
En 2006 Abraham Mayom Athiaan, un bisbe de Sudan del Sud, va liderar una escissió de l'Església Episcopal del Sudan pel que considerava un fracàs del lideratge de l'església per condemnar amb prou duresa l'homosexualitat.
L'informe sobre els drets humans de 2011 del Departament d'Estat dels Estats Units va trobar una discriminació social àmplia contra els gais i lesbianes i va informar que no hi havia cap organització LGBT coneguda.

## Taula resum
| Activitat sexual legal amb el mateix sexe                     | (Pen: Fins a 10 anys de presó)        |
| Mateixa edat de consentiment                                  | No                                    |
| Lleis antidiscriminació a la feina                            | No                                    |
| Lleis antidiscriminació en la prestació de béns i serveis     | No                                    |
| Matrimoni del mateix sexe                                     | (prohibit constitucionalment en 2011) |
| Lleis antidiscriminació en el discurs de l'odi i la violència | No                                    |
| Reconeixement de les parelles del mateix sexe                 | No                                    |
| Adopció de fillastres per parelles del mateix sexe            | No                                    |
| Adopció conjunta per parelles del mateix sexe                 | No                                    |
| Prestació de servei militar per gais i lesbianes              | No                                    |
| Dret legal a canviar de gènere                                | No                                    |
| Accés a la fecundació in vitro per lesbianes                  | No                                    |
| Subrogació comercial per a parelles d'homes homosexuals       | No                                    |
| Permís per donar sang als MSMs                                | No                                    |